# 신백동
신백동(新百洞)은 대한민국 충청북도 제천시의 행정동이다.

## 개요
신백동은 신백동 지역의 대규모 아파트 단지 건립으로 급격히 인구가 증가한 곳이다. 2003년 7월 7일 행정구역조정으로 동현동이 분동되어 6개의 법정동이 있다. 국도 제5호선, 국도 제38호선 그리고 중앙선, 태백선 통과 지역으로 교통 통행량이 많은 지역이다.

## 법정동
- 고명동(高明洞)
- 대랑동(大郞洞)
- 두학동(頭鶴洞)
- 신백동(新百洞)
- 자작동(自作洞)
- 흑석동(黑石洞)

## 교육
- 내토초등학교
- 두학초등학교
- 신백초등학교
- 제천동중학교
- 제천산업고등학교
- 제천상업고등학교
- 제천청암학교

## 아파트
- 신백동

- - 신백덕일한마음 1차 아파트
  - 신백덕일한마음 2차 아파트
  - 화성 1차 아파트
  - 화성 2차 아파트
  - 장미아파트
  - 극동아파트
  - 신백로즈웰 아파트